# PMD (logiciel)
Pour les articles homonymes, voir PMD.
PMD est un outil d'analyse statique de code, prenant en charge plusieurs langages dont Java. Il peut être utilisé pour détecter de possibles erreurs de programmation, vérifier les règles d'un style de programmation, ou mesurer des indicateurs de qualité de code, comme des mesures de complexité. L'analyse produit un rapport lisible par le programmeur.
Bien que le sigle PMD ne veuille rien dire officiellement, il a plusieurs interprétations officieuses, comme par exemple Programming Mistake Detector (soit littéralement en anglais « Détecteur d'erreur de programmation »).
Son utilisation peut être automatisée à l'aide d'un moteur de production comme Ant, Maven et Gradle. PMD s'intègre également dans différents IDE Java comme Eclipse, IntelliJ et NetBeans.
PMD apporte une série d'outils complémentaires :
- un détecteur de code dupliqué par copier-coller appelé CPD (qui supporte d'autre langages que Java tel PHP, Ruby, ou encore Fortran) ;
- un analyseur de flux de données ;
- un détecteur de code mort.